# Полуострво Запата
Полуострво Запата (La Península de Zapata) је највеће полуострво на територији Кубе у јужном делу покрајине Матанзас. Полуострво, поред специфичних природних одлика, јединствене флоре и фауне, и бројних ендемских и фосуилних врста, има и изузетне културне вредности за кубанску и карипску баштину, због својих важних археолошких налазишта древних пољопривредних заједница, као и обичаја и традиција садашњег становништва и њихове традиционалне употребе природних ресурса.

## Положај и пространство
Полуострво Запата заузима цео јужни крај покрајине Матанзас, са површином од 6.000 km²; обухвата општине Unión de Reyes, Jaguey Grande, Caliente.
Простире се од истока према западу, између Punta Gorda и Jagua у дужини од 175 км.  Максималне је ширине 58 км (мерено у правцу север —југу, од Sur de Torrente fino до Cayo Miguel), а просечне ширине 16 км.
У његовом јужном делу, на површини од 452.000 хектара, налази се природни резерват биосфере, Национални парк Циенага де Запата, који је под протекторатом УНЕСКО-а.
Географски положај
- Северна географска ширина: 81° 49′ 48″
- Источна географска дужина: 22° 19′ 48″

## Географске одлике
Полуострво Запата је необична мочварна и блатњава територија на око 5.000 км² која покрива цео југ покрајине Матанза, на Куби. Због величине територије, бројних географских, еколошких, туристичких и других карактеристика,  до овог подручја проглашен је за Национални парк Циенага де Запата, са високим степеном заштите, као биодиверзитет под протекторатом УНЕСКО-а, у коме је станиште многих ендемски врста. Такође на њему се налази највећи и уједно најмање насељени национални округ Кубе.
Непрекидно вишевековно таложење органских материје на кречњаку и интензиван процес распадања истих, чему је погодовао водени режимом тог подручја, довео је до стварања тресета, врсте тла који доминира на полуострву Запата.  

### Доминантни облици тла
- Западним деловима полуострва — доминирају већлике количине тресета, са тлом које чини већа количина блатног и песковитог материјала;
- Источним деловима полуострва — доминирају огољена кршке стена, изнад којих је вегетација.
- Најисточнијем делу полуострва — доминирају пешчане дине високе преко 2 метра.

Кршке стене у повремено поплављеним подручјима и мочварама прекривене су наслагама глиненог блата, растреситог су тла са тресетом чија дебљина варира од 2 до 10 метара. 
Крашки процеси на полуострву манифестују се у подземном кречњаку који је у облику урушених  долине и кршких језера. Процеси који доводе до стварања малих вртача често се дешавају кроз слој тресета.

### Лагуне
Полуострво карактерише две врсте лагуна — слатких и испрекиданих.
Слатке лагуне
Слатке лагуне чине обални лагунски систем, просечне дубине од 50 сантиметара, који се не сматра отвореним морем, јер је ограничен архипелагом који се састоје од малих, али бројних острва. Имају велики значај за подземне и површинске слатке воде, често богате органском материјом која се распада. 
На појединим местима сланост воде у лагунама је висока, мада варира у односу на различит дотоксвеже подземних вода. 
Водене биљне врсте у овим лагунама представљене су алгама рода Caulerpa, Halimeda, Pennicillus и  Thalassia testudinum, животињским врстама риба попут врсте Alvula vulpes и баракуда  (Sphyraena barracuda). Од  ракова доминира врста (Callinectes sapidus), а има  и  неких врста мекушаца. 
Мангрови растру по ободу лагуна, посебно врста „мангле ројо“ (Rizophora mangle) и „прието“ (Avicennia germinans). 
Присуство птица је повезано са годишњим добима; у сушном периоду (од краја новембра до марта), лагуне насељава више од 65 врста птица селица које беже од хладноће са севера (Сједињене Државе и Канада).
Испрекидане лагуне
То је необична формација која се развија на отвореним површинама полуострва и у којој преовлађује травната вегетација, мада је могуће пронаћи и издвојена стабла и палме, типичне за Циенага шуму.
У влажној сезони подручје је поплављено и водене биљке се размножавају попут врста „малагуета" (Nuphar luteum) и  „ова бланка” (Nimphea ampla). У том периоду може се видети локално становништво како хвата разне врсте риба, укључујући и врсту „бијајаке” (Cicíostoma tetracanta).

### Морска обала
Обала у западном подручју полуострва је блатњава. Граница између мора и копна добро је одређена присуством мангрова, чије корење, толерантно на слану воду, омогућавава овој врсти да запоседне ово подручје полуострва. 
На источној обали, граница између воде и копна састоји се од кречњачке стене која носи име „пасји зуб”, и делује као нека врста заштитног зида од дејства таласа. У неким мањим областима стеновита баријера је прекинута, па на тим местима наноси песака формирају мале плаже. 
Неправилна обала од Плаје Ларге до Циенфуегоса формира мале и лепе увале зване „цалетас”, попут базена у мору, међу којима је најспектакуларнија  Caleta Buena, у којој се налази истоимени туристички центар.
На линији плиме, висина обале варира од 0 до 4 метра. Ка источном делу полуострва, висина обале расте и она постаје стрмија. Дуж залива обала је у облику зида који се спушта постепено. Овај део обале прекривен је недавним елементима, типичним за коралско дно. Сунђери, окамењени корали, шарене рибе и шкољке различитих облика овде живе у изобиљу. На линији плиме има и морских јежева свих величина у великом броју и малих мекушаца који живе причвршћени за стене.

## Екосистеми
Екосистем карактерише велика варијабилност региона, која је у основи одређена водним режимом и структуром тла, што чини полуострво Запата мозаиком вегетације и пејзажа. С обзиром на то да је подручје делимично потпуно или делимично поплављено биљне формације се наизменично мењају, шумама које се развијају у подручјима која нису поплављена и ксерофитном вегетацијом. 

### Становништво
Како око 75% копнене масе полуострва представља мочварно подручје насељено је малим бројем  становника. Зато  су поједина подручје полуострва слабо ненасељен, а бројни простори нетакнути од стране људске руке, што је једна од главних географске одлика полуострва.
Унутар полуострва живи око 19 заједница, на неколико локацијам са око 10.000 становника, који основна средства за живот зарађују углавном бавећи се шумарством, туризмом и риболовом.

## Флора и фауна
С обзиром на велику влажност региона у њему жииви неколико врста гмизаваца и инсеката, међу којима су значајни амерички крокодил, који су овде нашли свој дом, а исто се може рећи и за бројне инсекте. Велика распрострањеност комараца, пре свега малог комарца који преноси грозницу џунгле. 
Ово подручје настањује:
- 16 врста гмизаваца, од којих ниједан није опасан за људе,
- велика популација јелена,
- дивље свиње врсте јибарос
- видра,
- огромна популација птица, посебно птица селица,
- већи број угрожених ендемских врста (од око 65 врста)
- бројне врсте риба,[5] међу којима има и живих фосил којих има још само у мочварама полуострва Запата.

## Саобраћај
Полуострво Запата нема добрих комуникација и тешко га је посетити, мада је то изводљиво. Без обзира на то, бројне гостионице у Хавани и Варадеру нуде повременеодласке у мочвару и окружење Запате.